# Schradan
Schradan ist eine chemische Verbindung aus der Gruppe der Organophosphate, die in der Vergangenheit als Insektizid eingesetzt wurde.

## Darstellung
Die Darstellung von Schradan 3 kann durch Umsetzen von Dimethylamin 1 mit Phosphoroxychlorid 2 sowie anschließender wässriger Aufarbeitung erfolgen.

## Etymologie
Die Verbindung wurde zu Ehren von Gerhard Schrader benannt, welcher die Verbindung 1942 erstmals synthetisierte.

## Eigenschaften
Die Verbindung ist löslich in Wasser, an Luft stabil und wirkt erst ab Konzentrationen von über 0,1 M als Insektizid.
Während auf Säugetiere die Substanz hochtoxisch wirkt, entfaltet sie nur bei einigen Insektenarten eine toxische Wirkung. Um seine Wirkung zu entfalten, muss die Substanz jedoch zunächst metabolisiert werden. Dies geschieht bei Säugetieren in vitro durch Oxidasen in den Leber-Mikrosomen. Hiernach wirkt die Verbindung als irreversibler Hemmstoff der Acetylcholin-Esterase. Antagonisten des Schradans sind unter anderem Iproniazid und Isoniazid.

## Resistenzen
Resistenzen gegenüber Schradan konnten bei den Spinnmilben Panonychus citri und Tetranychus viennensis beobachtet werden.